# CHP1
CHP1 (англ. Calcineurin like EF-hand protein 1) – білок, який кодується однойменним геном, розташованим у людей на короткому плечі 15-ї хромосоми. Довжина поліпептидного ланцюга білка становить 195 амінокислот, а молекулярна маса — 22 456.
| 10         |  | 20         |  | 30         |  | 40         |  | 50         |
| ---------- |  | ---------- |  | ---------- |  | ---------- |  | ---------- |
| MGSRASTLLR |  | DEELEEIKKE |  | TGFSHSQITR |  | LYSRFTSLDK |  | GENGTLSRED |
| FQRIPELAIN |  | PLGDRIINAF |  | FPEGEDQVNF |  | RGFMRTLAHF |  | RPIEDNEKSK |
| DVNGPEPLNS |  | RSNKLHFAFR |  | LYDLDKDEKI |  | SRDELLQVLR |  | MMVGVNISDE |
| QLGSIADRTI |  | QEADQDGDSA |  | ISFTEFVKVL |  | EKVDVEQKMS |  | IRFLH      |

A: Аланін

D: Аспарагінова кислота

E: Глутамінова кислота

F: Фенілаланін

G: Гліцин

H: Гістидин

I: Ізолейцин

K: Лізин

L: Лейцин

M: Метіонін

N: Аспарагін

P: Пролін

Q: Глутамін

R: Аргінін

S: Серин

T: Треонін

V: Валін

Кодований геном білок за функцією належить до фосфопротеїнів. 
Задіяний у таких біологічних процесах, як транспорт, транспорт білків. 
Білок має сайт для зв'язування з іонами металів, іоном кальцію. 
Локалізований у клітинній мембрані, цитоплазмі, цитоскелеті, ядрі, мембрані, ендоплазматичному ретикулумі.